# Amantis wuzhishana
Amantis wuzhishana es una especie de mantis de la familia Mantidae.

## Distribución geográfica
Se encuentra en Hainan (China).